# ييجونغ ملك جوسون
ييجونغ ملك مملكة جوسون الثامن . (12 فبراير 1450 - 31 ديسمبر 1469) .
خلف والده الملك سيجو في 1468 وعمره 18 (19 وفقاً للنظام الكوري) ولكنه كان مريضاً للغاية لكي يحكم ومات بعد عام واحد .

## السيرة
ولد في 1450 كابن الملك سيجو الثاني . اسمه الرسمي هو الأمير هايانغ ولكنه أصبح ولي العهد في سن الثامنة ، بعد الوفاة المفاجئة لأخيه الأكبر ولي العهد ويغيونغ .
في 1468 وعمره 19 عاماً ، سلم والده العرش ولكن لعدوم بلوغه سن الـ 20 عاماً وكونه مريضاً للغاية ؛ فقد حكمت والدته الملكة جيونغهوي بدلاً عنه . وفقاً للسجلات من تلك الحقبة فإن القرارات السياسية كانت تتخذ من الملكة جيونغهوي وثلاثة أعضاء رشحوا من الملك سيجو .
مع أن مدة حكمه كانت 14 شهراً فقط فإن العديد من الحوادث حصلت في عهده منها تهمة الخيانة على نام آي والتي أثرت في حد كبير على سياسة مملكة جوسون . قبل وفاته بمدة قصيرة في 1469 قام الملك بحظر أي تجارة مع اليابان . خلال مدة حكمه منح المزارعين العوام الحق في زراعة الأراضي التي تخص الجيش .

## الجنرال نام آي
أحد أبرز الأحداث في عهد ييجونغ ، كان محاكمة وموت الجنرال نام آي (الهانغول: 남이 장군 , الهانجا: 南怡). اشتهر الجنرال نام آي لقمعه ثورة (يي سي-إي) مع الجنرال (جانغ-سون) وآخرين .
في سن الـ 28 عاماً عين وزيراً للحرب . مع ذلك عندما عين ييجونغ ملكاً ، فإن أحد الوزراء ويدعى يو جا-جوانغ (الهانغول: 유자광, الهانجا: 柳子光) كان يغار ومنه ولذا اتهمه بالخيانة عندما تبين له أن الملك ييجونغ نفسه لم يكن معجباً بالوزير نام آي . كما أشرك معه في التهمة الوزير جانغ-سون (الهانغول: 강순 , الهانجا: 康純) ، وبدأ محاكمة حضرها الملك بنفسه .
تم إدانة الوزيرين وإعدامهما ، في حين أن (يو جا-جوانغ) تمت ترقيته إلى مناصب عليا وأعطي لقب الأمير . بعد هذه الحادثة كان هناك الكثير من الوزراء الذين اتهموا من قبل (يو جا-جوانغ) وأبعدوا ، لأنهم كانوا مرموقين أكثر منه .

## موته
مات بعد بلوغه الـ 20 عاماً . ويقع ضريحه في مدينة جويانغ بمقاطعة جيونغي في كوريا الجنوبية مع ضرائح العديد من ملوك وملكات مملكة جوسون .
بعد موته لم يسلم العرش لابنه ، ولكن لابن أخيه والذي أصبح الملك سونغجونغ .

## الأسرة
- الأب : الملك سيجو (세조) .
- الأم : الملكة جونغهي من عشيرة بابيونغ يون (정희왕후 윤씨) ، (ولدت في 11 نوفمبر 1418 - 30 مارس 1483) .
- الزوجات والأبناء :

1. الملكة جانغسون[2] من عشيرة تشيونجو هان (장순왕후) ، (ولدت في 1445 - ديسمبر 1461):[3][4]
  1. يي بون ، الأمير العظيم إنسيونغ (이분 인성대군) ، (ولد في 30 نوفمبر 1461 - 29 أكتوبر 1463).[5]
2. الملكة آنسون من عشيرة تشيونجو هان (안순왕후 한씨) ، (ولدت في 1445 - 23 ديسمبر 1498):[6]
  1. يي هيون ، الأمير العظيم جي-آن (이현 제안대군) ، (ولد في 1466 – 1525).[7]
  2. يي هيول ، الأمير العظيم جالسان (이혈 잘산군)[8] ، (ابن متبنى) .
  3. الأميرة هيونسوك (현숙공주) ، (ولدت في 1464 – 1502).[9]
  4. الأميرة هايسون (혜순공주) .
3. تشوي غوي-إن (귀인 최씨) بلا أبناء .
4. السيدة جي (상궁 기씨) بلا أبناء .

## اسمه الكامل بعد الوفاة
- الملك ييجونغ يانغدو هيومون سيونغمو إيوين سوهيو عظيم كوريا .
- King Yejong Yangdo Heummun Seongmu Euiin Sohyo the Great of Korea .
- 예종 양도 흠 문 성무 의 인 소 효 대왕 .
- 睿宗 襄 悼 钦 文 圣武 懿 仁 昭 孝 大王 .

## التصوير الحديث
ظهر الملك في العديد من الدراما المتنوعة منها :
- الملكة إنسو (دراما) .
- أنا والملك (دراما) .